# Brug 515
Brug 515 is een bouwkundig kunstwerk in het Amsterdamse Bos. Het Amsterdamse Bos is een deel van de gemeente Amstelveen, terwijl de gemeente Amsterdam het beheer voert.
Deze brug dateert uit de beginperiode toen aan de aanleg van het bos gewerkt werd. Architect Piet Kramer van de Dienst der Publieke Werken was de architect van dienst. Hij ontwierp voor het bos talloze bruggen, zowel verkeer- en voet/fietsbruggen. Brug 515 is een verkeersbrug die werd gelegd in de Nieuwe Meerweg aan het zuidwestelijk eind van de Bosbaan. Om die Bosbaan was een ondiepe watergang gegraven, die dienst deed als terreinafscheiding. Over die watergang werden dan weer zogenaamde hekbruggen gelegd, die konden worden afgesloten wanneer organisatoren van roeiwedstrijden toegangsprijzen rekenden, maar ook bijvoorbeeld als er gebruik gemaakt moest worden van de Bosbaanweg als volgweg. Kramer kwam voor het bos met houten voet/fietsbruggen en verkeersbruggen in de stijl van de Amsterdamse School. Deze stijl is terug te vinden in de brug zelf maar ook in het hekwerk. In augustus 1937 vond de aanbesteding plaats voor het smeedijzer. De brug werd samen gebouwd met brug 525 en brug 527.
Brug 515 is voornamelijk opgetrokken uit baksteen. Een boogvormige onderdoorgang onder een ontlastingsboog is geheel ingebouwd in bakstenen balustraden en borstweringen. Om het hekwerk te kunnen dragen zijn twee bakstenen torens opgetrokken, die deels buiten de brug zijn gebouwd. Hier en daar zijn natuurstenen sluitstenen en dekstenen toegepast. Het smeedijzer was nodig voor de hekwerken met vier puntige uiteinden. Omdat de brug deel uit maakt van de belangrijke verkeersroute in het bos, is ze opgebouwd rond een betonnen kern.
In 1967/1968 kreeg de brug gezelschap van brug 512, uitsluitend aangelegd om twee waterleidingbuizen aan het zicht te onttrekken.
In 1999 werden alle bruggen in het Amsterdamse Bos door MTD Landschapsarchitecten in opdracht van de gemeente onderzocht op hun cultureel belang. Zij constateerden voor brug 515 "een karakteristieke baksteenarchitectuur van de Amsterdamse School" en vonden het een architectonisch waardevolle brug.
Amstelveen, die de brug tot gemeentelijk monument verklaarde, constateerde enkele opmerkelijk details. Borstwering en balustrade zijn bijvoorbeeld afgewerkt door middel van een rollaag. Onder die rollaag verspringen de horizontaal gelegde bakstenen. Als reden voor het monumentschap gaf de gemeente dat de brug “representatief voor de zorgvuldige en subtiele detaillering” is, alhoewel ze ook constateerde dat het in wezen het uiterlijk heeft van een (kleine) "stadsbrug".

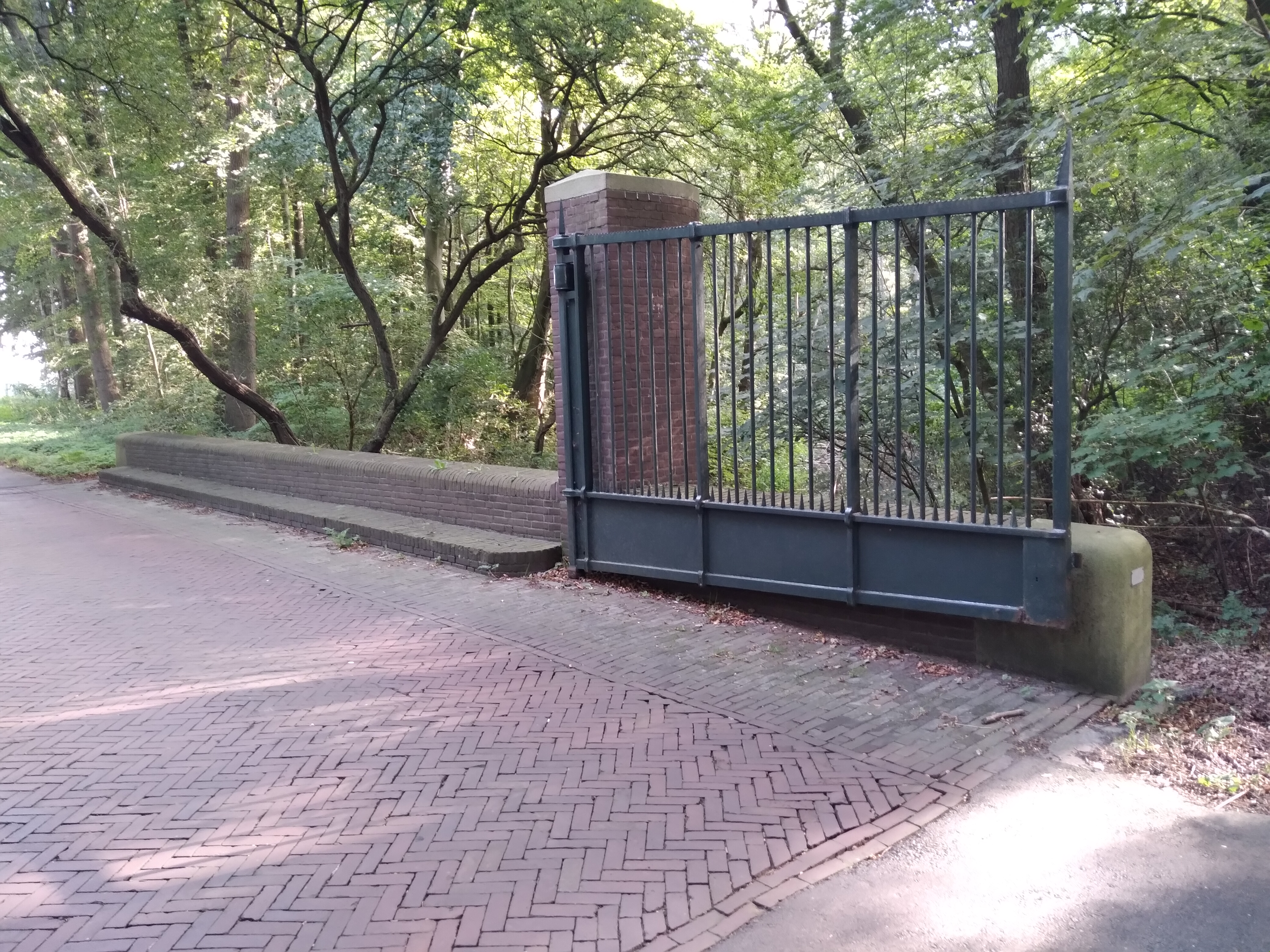
Verspringing onder de rollaag (september 2021)

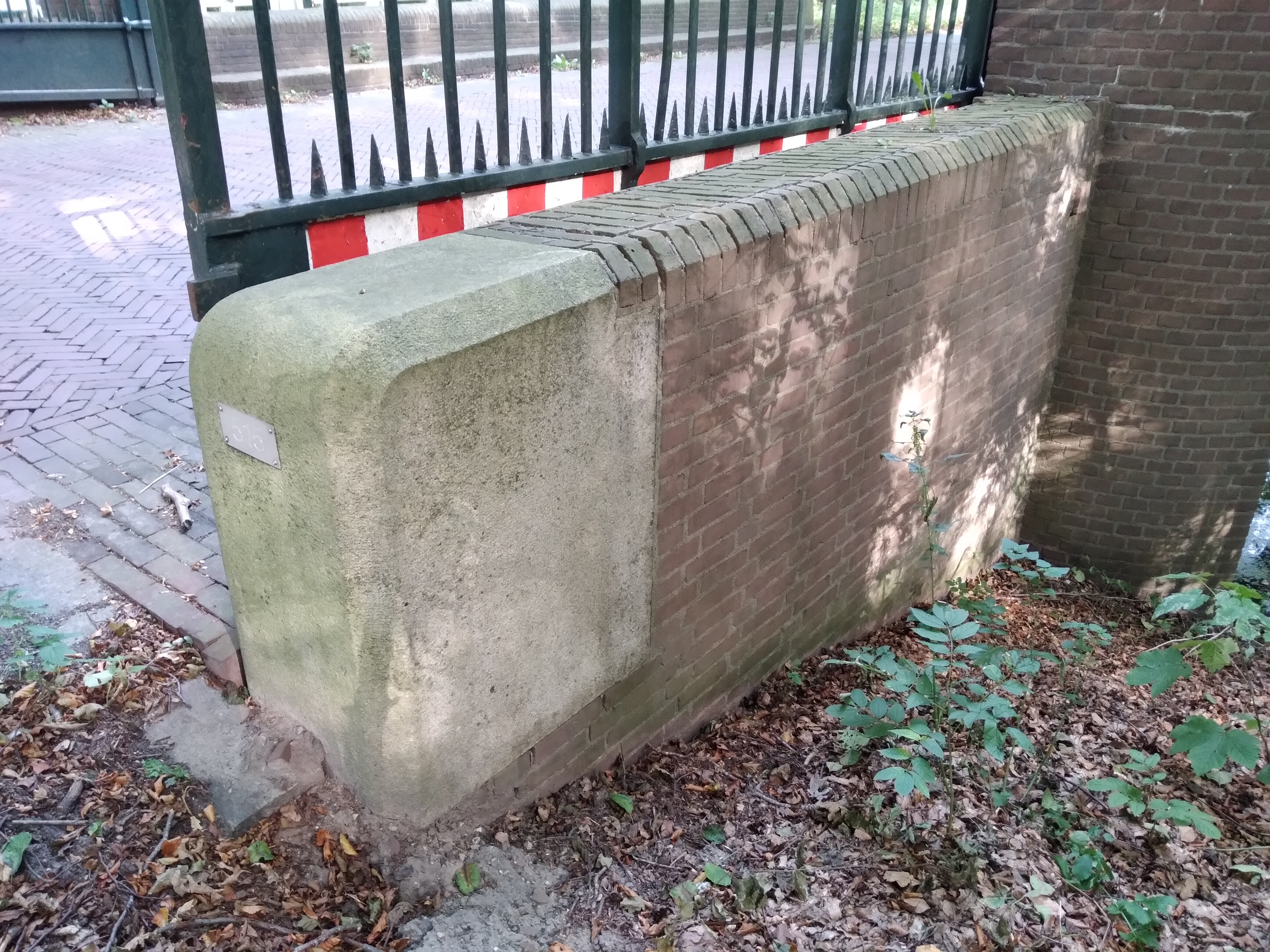
Baksteen, graniet, smeedijzer en aluminium (september 2021)

<<< · 500 · 501 ·  503 · 504 · 505 · 506 · 507 · 508 · 509 · 510 · 511 · 512 · 513 · 514 · 515 · 516 · 517 · 518 · 519 · 520 · 521 · 522 · 523 · 525 · 526 · 527 · 528 · 530 · 531 · 532 · 533 · 534 · 535 · 536 · 537 · 538 · 539 · 540 · 541 · 542 · 543 · 544 · 545 · 546 · 547 · 548 · 549 · 550 · 551 · 552 · 553 · 554 · 555 · 556 · 557 · 558 · 559 · 560 · 561 · 562 · 563 · 564 · 565 · 566 · 567 · 569 · 571 · 572 · 573 · 575 · 577 · 578 · 580 · 581 · 582 · 583 · 584 · 586 · 587 · 589 · 590 · 591 · 592 · 593 · 594 · >>>
Brugnummers 502, 524, 529, 568, 570, 574, 576, 579, 585, 588, 595, 596, 597, 598, 599 zijn niet (meer) vergeven.